# 道化師 (THE 虎舞竜の曲)
道化師（ピエロ）はTHE 虎舞竜の2枚目のシングル。

## 内容
最大のヒットシングル「ロード」に続く本作は、初のタイアップ付きとなった。テレビ朝日系「新やじうまワイド」エンディングテーマ。

## 収録曲
1. 道化師
作詞・作曲：高橋ジョージ　編曲：THE 虎舞竜
2. ヨコハマ・レイニーナイト
作詞・作曲：高橋ジョージ　編曲：THE 虎舞竜
3. 道化師(inst.)
4. ヨコハマ・レイニーナイト(inst.)